# 이아립
이아립(1974년 2월 2일 ~ )은 대한민국의 가수이다.
1999년 음악 그룹 스웨터로 데뷔했고, 2005년에 '열두폭 병풍'이란 개인 레이블을 설립하여 밴드 활동과 개인 창작활동을 병행하고 있다.

## 대표작

### 음반
- 스웨터 EP 제로 앨범 커밍 아웃(Zero Album Coming Out)
- 스웨터 1집 스타카토 그린(Staccato Green)
- 스웨터 2집 허밍 스트리트(Humming Street)
- 스웨터 2.5집 송즈 인 에어(Songs in Air)
- 스웨터 3집 하이라이츠(Highlights)
- 이아립 첫 번째 병풍 《반도의 끝》 2005년
- 이아립 두 번째 병풍 《누군가 피워놓은 모닥불》 2007년
- OST 《북극의 연인들》2008년 12월 22일
- 이아립 세 번째 병풍 《공기로 만든 노래》 2010년 6월 11일
- 하와이 1집 티켓 두 장 주세요  2011년 8월 17일
- 이아립 네 번째 병풍 《이 밤, 우리들의 긴 여행이 시작되었네》 2013년 8월 23일
- 이아립《망명》2016년 02월03일

### 전시회
- 아홉살의 인상 전
- 움직이는 동안에